# Josef Ernst (Theologe)
Josef Ernst (* 7. März 1926 in Gelsenkirchen; † 11. Februar 2012 in Paderborn) war ein deutscher katholischer Theologe und Neutestamentler.

## Leben
Josef Ernst studierte Philosophie und Katholische Theologie und empfing 1952 die Priesterweihe. Er war zunächst in der Seelsorge tätig. Parallel erfolgten Promotion (1965) und Habilitation (1968) bei Otto Kuss an der Ludwig-Maximilians-Universität München.
1967 erhielt er einen Ruf auf die Professur für die Exegese des Neuen Testamentes an der Theologischen Fakultät Paderborn. Von 1970 bis 1971 war er Rektor der Theologischen Fakultät Paderborn. 1994 wurde er emeritiert. 
Ernst engagierte sich für den ökumenischen Dialog. Er war Mitglied des wissenschaftlichen Beirates des Johann-Adam-Möhler-Institut für Ökumenik. Von 1970 bis 1977 war er im Auftrag des Päpstlichen Einheitssekretariats an den Dialoggesprächen mit dem Reformierten Weltbund beteiligt. Er engagierte sich für eine Zusammenarbeit der Theologischen Fakultät Paderborn mit der evangelischen Kirchlichen Hochschule Bethel.
Josef Ernst hat zahlreiche Aufsätze und Arbeiten zu Themen des Neuen Testaments veröffentlicht. 

## Ehrungen und Auszeichnungen
- Ernennung zum Päpstlichen Ehrenprälaten durch Papst Johannes Paul II. (1992)
- Verdienstorden des Landes Nordrhein-Westfalen (2001)